# Jan Padych
Jan Padych (* 8. března 1954 Jeseník) je český spisovatel.

## Život
Mládí prožil v Havířově, od r. 1989 žije a pracuje v Ostravě. Po absolvování střední ekonomické školy pracoval v obchodních organizacích v kontrolních a řídících funkcích na krajské i podnikové úrovni. V porevolučních letech působil převážně v pojišťovnictví, v letech 1994-1995 také jako jazykový redaktor v knižním nakladatelstvích Optys v Opavě. Od r. 2006 pracuje v bezpečnostních agenturách.
Publikovat začal povídkami a fejetony (hlavně v Čs. rozhlasu). V roce 1988 vyhrál celostátní soutěž GENERACE 88 v oboru próza. Od r. 2001 je členem Obce spisovatelů.
V letech 1991–1992 psal eseje do Ostravského večerníku. Zprvu pod pseudonymem Samuel Dan články („Současný démonismus“ Archivováno 12. 4. 2021 na Wayback Machine., „Padlý anděl Satan“ Archivováno 12. 4. 2021 na Wayback Machine., „Vděk starých bohů“), v nichž uplatnil své znalosti jak z prostředí křesťanských denominací, tak rovněž z okultní literatury. Později vydával články již pod svým jménem a jejich obsah zaměřil na pravěkou archeologii („Svědectví Býčí skály“, „O bronzových pokladech“, „Mystéria pravěkých nádob“). Následovaly knižní publikace.
V roce 2004 se synem Danielem založili nakladatelství (nakl. Daniel Padych), kde vydal román „Bouře ve sklenici piva – pojišťovácký román“. Kniha byla vybrána Českou televizí jako námět k celovečernímu filmu „Každý den karneval“ (2005) s Pavlem Zedníčkem v hlavní roli, dále s Jitkou Asterovou a Michalem Dlouhým. (Scénář k filmu zpracovali Martin Fahrner, Michal Josef Przebinda a Aleš Jurda). Další kniha vydal v r. 2013 elektronicky pod názvem „Pravěké ženy a jejich velké tajemství“.
Jan Padych od mládí tíhnul k nejstarším dějinám a reáliím nejstarších kultur. Velmi se zajímal o starověké dějiny, také o pravěk střední Evropy. Odtud jeho zájem o nejstarší dějiny náboženství, včetně dějin magie a pověr. Své vědomosti doplňoval i diskusemi a korespondencí s odborníky. Jedním z nejvýznamnějších byl profesor Rudolf Mertlík, klasický filolog, spisovatel, básník a překladatel, jeden ze zakladatelů Antické knihovny. Mnoho poznatků získal od PhDr. Jiřího Pavelčíka, CSc, archeologa a etnografa, a od Mgr. Martina Golce Ph.D., archeologa a speleologa.

## Filmový námět
Námět celovečerního filmu „Každý den karneval“, natočila Česká televize v r. 2005 podle knihy Jana Padycha: „Bouře ve sklenici piva – pojišťovácký román“ .

## Literární díla a jejich obsahy
- „Sibyla a démonismus“ – kniha o sibylské tradici byla původně určena pro potřebu křesťanských skupin, ve kterých se autor v 80. letech angažoval.
- „Fotbalový generál“ - kniha pro mladé příznivce kopané evokuje „intimní“ prožívání atmosféry dramatických utkání slavných týmů z pozice fotbalového stratéga.
- Sbírka novel „Krysa v hlavě“ (1988–1989) podává provokující příběhy mladých lidí, je spojená postavou mladíka s přezdívkou „Brzda“. Provokující je i výtvarné provedení obálky (grafik Jiří Neuwirt). Kniha je prosycena revoltou mladých vůči dospělým. Pokud se dospělí chovají amorálně, pak mladí nemají chuť se chovat podle jejich přání, třeba i za cenu sebezničení.
- Román z konce doby bronzové „Z pravěkých ság – Nesmrtelný“ využívá reálie pravěké kultury podolské a topografii okolí dnešního Brna a Moravského krasu (včetně Býčí skály). Obsahuje řadu mytologických symbolů a jinotajů, které se týkají nejen konce doby bronzové (matriarchát, amazonismus, lidští bohové). Hlavní postavou příběhu je mladík jménem Kalanis. Dostává se do situací, které jsou pro něho zprvu nepochopitelné, neboť nezná svůj skutečný původ. Důležitý je i jeho citový vztah k dívce, kterou považuje za svoji pokrevní sestru a bojí se, že by mohl být krutě potrestán za incest. V krajině se stupňuje napětí mezi nejmocnějšími náčelníky a schyluje se ke kruté válce. Její výsledek symbolizuje definitivní vítězství patriarchálních idejí nad pozůstatky prastarých matriarchálních tradic.
- V románu „Bouře ve sklenici piva – pojišťovácký román“ autor využil své zkušenosti z pojišťovnictví. Hlavním hrdinou je pojišťovák Pavel Jilemnický, který se vlivem nepříznivých náhod dostane do finančních potíží a jeho rodině hrozí vystěhování z bytu. Román posloužil jako námět pro celovečerní film České televize „Každý den karneval“ s Pavlem Zedníčkem v hlavní roli (2005).
- Román „Čas vlků“ se odehrává na konci doby kamenné před 7 tisíci lety, kdy jižní Moravu ovládali neolitičtí zemědělci, v zemi ještě zůstávaly početně slabší klany předchozí mezolitické lovecké populace. Příběh je zasazený do prostředí pravěkých lokalit na Znojemsku (Těšetice-Kyjovice a Hluboké Mašůvky), také do Moravského krasu (Býčí skála).
- Pojednání „Pravěké ženy a jejich velké tajemství“ popisuje pravěká období od konce doby ledové po začátek doby železné. Věnuje se zde i tématům jako například svět mužů kontra svět žen, tajné ženské společnosti, amazonismus, sibyly, svatá svatba, orgie, kulty plodnosti. V textu jsou připomenuty lokality jako Molpír, Býčí skála, Domica, Myšia Horka, Gánovce, Barca, Štramberk.
- Šestidílný román z konce doby halštatské Prastará tajemství (1. Syn významného, 2. Drtící palice, 3. Strážci ohňů, 4. Jestřábí děvka, 5. Příchod neznámého, 6. Hněv předků) se odehrává ve Střední Evropě v 6. století př. n. l. Velmožská vrstva bohatne a ostatní obyvatelstvo chudne. Na hradištích a dvorcích se střídají kupecké karavany, putující po tzv. Jantarové stezce. Kupci přivážejí luxusní zboží a odvádějí si zástupy budoucích otroků. Tehdy ze stepí od Dunaje i od Černého moře přicházejí loupeživé oddíly i armády jezdců, kočovných pastevců, které zlákala vidina snadné kořisti. Místní klany a kmeny nemají schopnost vzdorovat nájezdům. Tehdy vezmou věc do rukou moudří svatí muži. Některá místa příběhu připomínají významné pravěké lokality z doby halštatské (např. Molpír na Slovensku, Býčí skála a Krumlovský les na Moravě, Biskupin v Polsku).
- „Bankéři z pergoly“ - román o počátcích podnikání v době divoké privatizace po Sametové revoluci
- „Náš archaický svět“ - eseje a články za období téměř 25 let. V závěru úryvky z pravěkého románu „Prastará tajemství“ z doby halštatské. Zdůrazněn motiv zápasu matriarchálních a patriarchálních idejí, který vyústil v hony na čarodějnice.
- Sborník „Příběhy z pravěku a ze současnosti“ - úryvky z autorových románů a novel.
- „Machrovat by se nemělo“ - minipovídky
- Sborník „Vojna je krásná a každému ji přeji“ - minipovídky z vojenského života
- "Starý pes, co dělal kariéru" - minipovídky